# 天王星大氣層

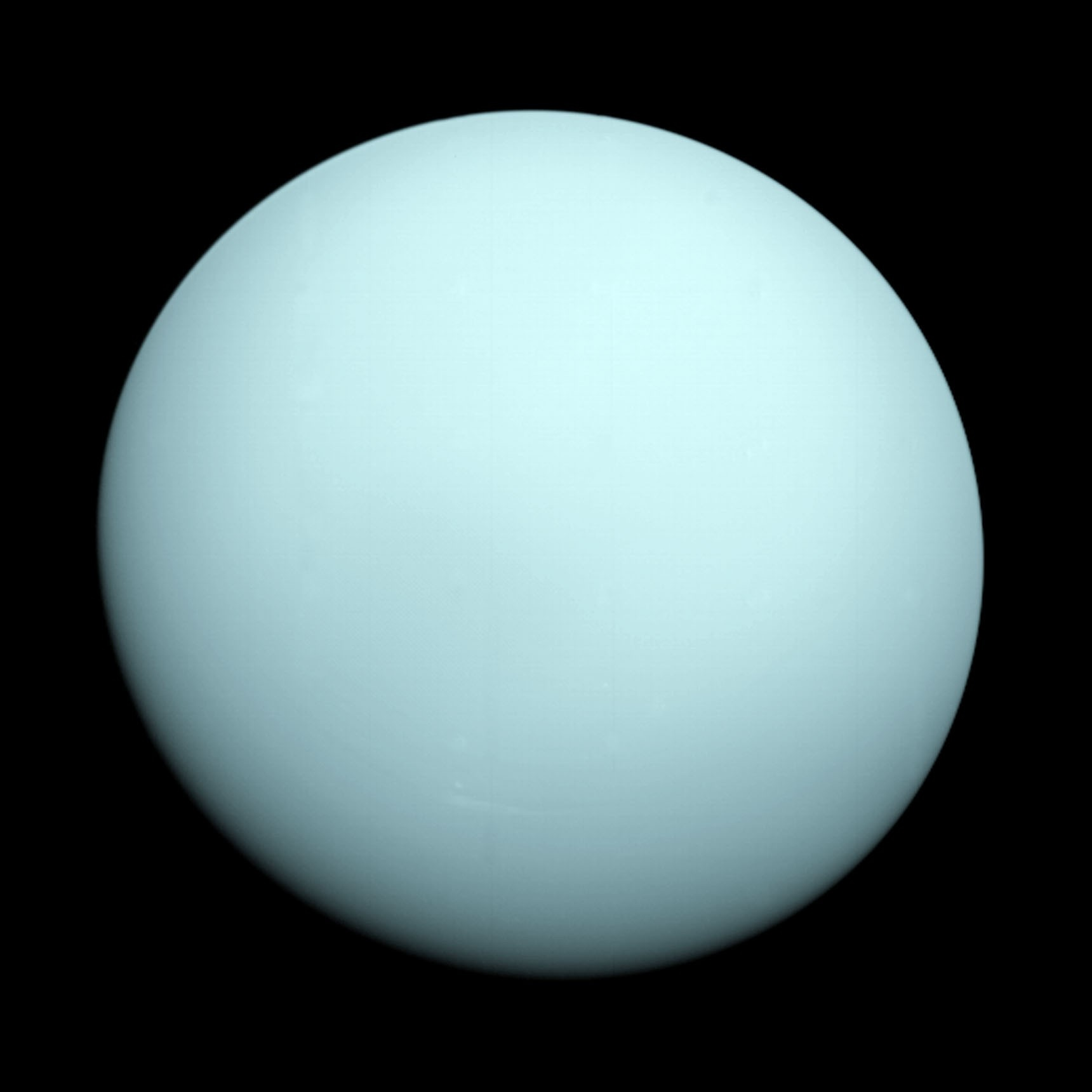
天王星

天王星的大氣層雖然還是以氫和氦為主要的成分，但與海王星相似，而不同於較大的氣體巨星木星和土星，它擁有的揮發性物質（類似於“冰”），像是水、氨和甲烷的比例較高。不同於木星和土星，天王星上層的大氣層之下被認為沒有金屬氫。取而代之的是，在內部應該是由氨、水和甲烷組成的"海洋"，逐漸的轉換成以氫和氦為主的大氣層並混合在一起，而沒有很清楚的界線。由於這樣的差異，許多天文學家認為天王星和海王星應該自成一族，稱為冰巨星，以與木星和土星有所區別。
雖然沒有明確的定義天王星內部是否有固體的表面，天王星最外層被稱為大氣層的氣體部分，是很容易使用遙感設備偵測的。遙感設備能偵測到一帕氣壓之下300公里左右的深度，該處的氣壓大約是100 帕，溫度約為320K。纖細的行星環從大氣層延伸至2倍行星半徑之處，此處的行星半徑是以一大氣壓之處做為行星有名無實的表面。天王星的大氣可以區分為三層：高度從−300至 50 公里，氣壓從100至0.1帕的對流層；高度從50至4000 公里，氣壓在0.1 and 10–10 bar;的平流層；以及從4000公里以上至距離表面高達50,000公里的增溫層；沒有散逸層。

## 成份（組織）
天王星大氣層的成分和天王星整體的成分不同，主要是氫分子和氦。氦的摩爾分數，這是每摩爾中所含有的氦原子數量，是利用航海家2號的遠紅外線和無線電的掩星觀測測量和分析得到的，現在被認可的數值是0.15±0.03。在對流層頂，這個數值的質量比0.26 ± 0.05.。這個數值非常接近原恆星的氦質量比0.275 ± 0.01，暗示氦沒有像氣體巨星一樣的沉降至行星的中心。氘的豐度相對於較輕的氫是{\displaystyle 5.5{\scriptstyle {+3.5} \atop \scriptstyle {-1.5}}\times 10^{-5}}，是在1990年由紅外線太空天文台（ISO）測定的，並且顯然比在木星測量的原恆星2.25 ±  0.35×10−5數值更高。這些氘幾乎完全都沒有例外的在與正常的氫原子組成的氫氘分子中發現的。
在天王星大氣層內豐度排第三的就是甲烷(CH4)，它們的存在有一度是靠地基的分光鏡觀測的結果甲烷在可見光和近紅外線有寬廣的吸收帶，使天王星呈現藍綠或深藍的顏色。在大氣壓力1.3帕的甲烷雲頂之下，甲烷在大氣層中的摩爾分數是2.3%，這個量大約是太陽的20至30倍。在大氣層上層的，由於極端的低溫使得混合的比率非常低，飽和度的降低使多餘的甲烷結成了冰。揮發性較低的成分，像是氨、水和硫化氫等在深層大氣中的豐度尚未得知。但是，它們可能高於太陽中的數值。
紅外線光譜儀，包括史匹哲太空望遠鏡（SST）的測量，和UV掩星的觀測，發現在天王星大氣的平流層中可以追蹤到各種各樣微量的碳氫化合物，被認為是包括太陽的紫外線輻射導致甲烷光解產生的。它們包括：乙烷(C2H6)、乙炔 (C2H2)、甲基乙炔 (CH3C2H)、聯乙炔 (C2HC2H)。紅外線分光儀也揭露了平流層中水蒸汽、一氧化碳和二氧化碳的蹤影，這些可能只是來自於外部的來源，像是彗星和落下塵土的成分。

## 對流層

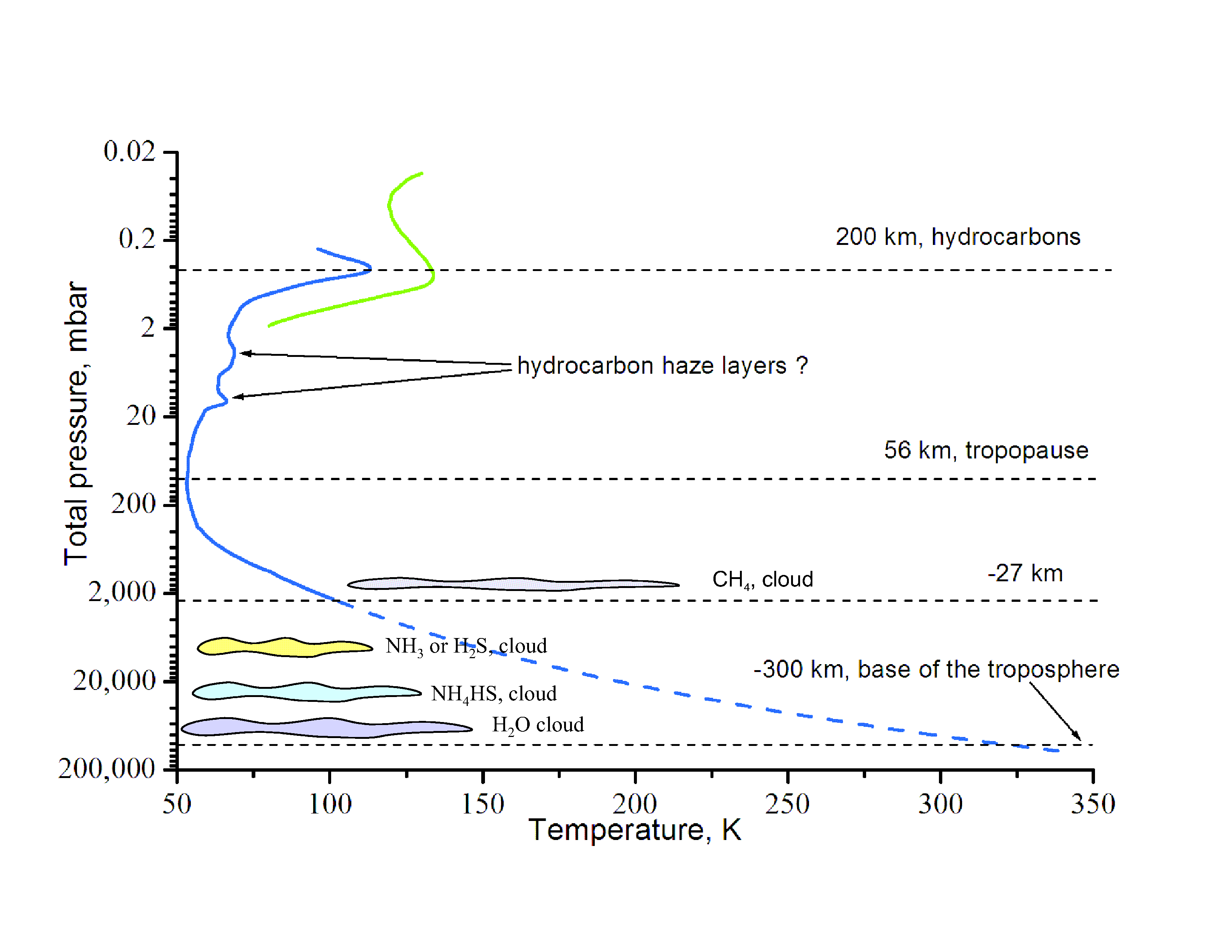
天王星大氣層的對流層和平流層低層的溫度曲線圖，數層的雲和陰霾也表示在圖中。

對流層是大氣層最低和密度最高的部份，溫度隨著高度增加而降低，
溫度從底部的大約320K，−300公里，降低至53K，高度50公里。對流層的最低溫度出現在上層的對流層頂，溫度在49至57K，實際的最低溫度依在行星上的高度來決定，大約在南緯25°是最低溫的地方。對流層幾乎擁有大氣層所有的質量，並且對流層頂是行星的上升暖氣流輻射遠紅外線最主要的區域，由此處測量到的有效溫度是59.1 ± 0.3 K。
對流層應該擁有高度複雜的雲系結構，水雲被假設在大氣壓力50至100帕，氨氫硫化物雲在20至40帕的壓力範圍內，氨或氫硫化物雲在3和10帕，最後是稀薄的甲烷雲在1 至2帕。雖然航海家2號通過無線電掩星的觀測直接檢測到甲烷的雲層，但其他所有的雲層依然都是理論上的推測。對流層是大氣層中動態非常明顯的部份，展示出強風、對流、明亮的雲彩和季節性的變化。

## 平流層

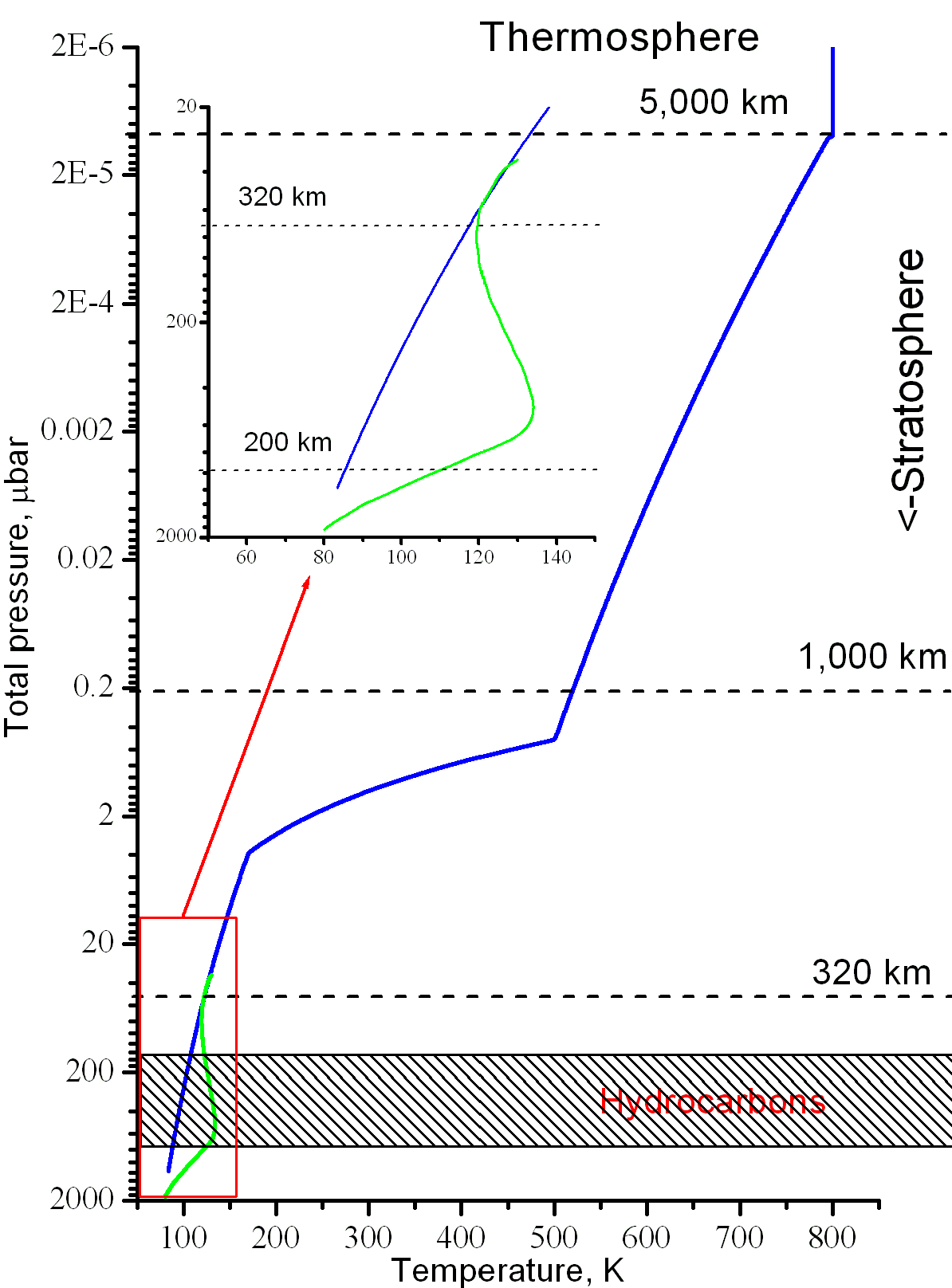
天王星大氣層的平流層和增溫層的溫度曲線圖，被遮蔽的區域是碳氫化合物集中的地方。

天王星大氣層的中層是平流層，此處的溫度隨高度增加而逐漸升高，從對流層頂的53K上升至增溫層底的800至850K。平流層的加熱來自於甲烷和其他碳氫化合物吸收太陽的紫外線和紅外線輻射，大氣層的這種形式是甲烷的光解造成的。來自增溫層的熱也許也值得注意，相對而言，碳氫化合只是很窄的一層，高度在100至280公里，相對應的氣壓是10微帕至0.1微帕，溫度在75K和170K之間。含量最多的碳氫化合物是乙炔和乙烷，相對於氫的混合比率是×10−7，與甲烷和一氧化碳在這個高度上的混合比率相似。更重的碳氫化合物，二氧化碳和水蒸氣，在混合的比率上還要低三個數量級；水在豐度上的比率大約是7×10−9，溫度和碳氫化合物混合的比率強烈的和緯度與即時有關；在平流層的極軸碳氫化合物和溫度都比其他區域少和低。
乙烷和乙炔在平流層內溫度和高度較低處與對流層頂傾向於凝聚而形成數層陰霾的雲層，那些也可能是造成天王星的雲帶顯得平淡的原因。碳氫化合物在天王星平流層中的凝聚度顯著的比其它大行星的平流層為低，這造成在垂直混合上的微弱，使它較為不透明（在數層陰霾之上），而這樣的結果使得它的溫度比其它的大行星冷。

## 增溫層和冕
天王星大氣層的最外層式增溫層／冕，它的溫度均勻的分布在800至850 K，這遠遠高於土星增溫層的420 K。目前仍不了解是何種熱源支撐著如此的高溫，雖然由於在平流層的上層缺乏碳氫化合物使冷卻的效率低落也有所貢獻，但無論是太陽的遠紫外線／極紫外線或冕的活動都不足以提供所需的能量。由於氦被散佈與分離在低處，此處也被認為是缺乏氦的；除此之外的氫分子，增溫層-冕包含很大比例的自由氫原子。由於這些小分子的低質量和高溫，使得我們可以解釋冕為何可以延展至50,000公里，也就是2倍於天王星半徑的高度。這個延伸的冕是天王星獨有的一個特徵，它的效果包括對環繞天王星的微粒造成阻力，使得天王星環中的塵埃微粒被耗盡。增溫層的高溫也導致氫在近紅外線產生強烈的四極輻射。

## 電離層
天王星的增溫層與平流層的上層部分是混合在一起的，相當於是天王星的電離層。關於離子的主要訊息是來自航海家2號的測量和地基望遠鏡在紅外線輻射上對H3+離子的測量。這些觀測顯示電離層佔據的高度在2,000 至10,000 公里，天王星的電離層比土星或海王星的密集，它們可能來自平流層中低度集中的碳氫化合物。電離層主要由太陽輻射的紫外線造成，他的密度與太陽活動息息相關。冕的活動在木星和土星都不明顯，電離層的上部（增溫層區域）是天王星的紫外線輻射的來源，也就是所謂的'晝輝'或'電輝'，這很像H3+從行星被日光照射的部份發射的紅外線輻射。這種現象在所有大行星的增溫層都會發生，而在被發現是因為太陽的輻射激發氫原子或分子的紫外線螢光現象之前，一度被認為是神奇的，而可能是光電子造成的。